# Мати і мачуха (фільм)
«Мати і мачуха» (рос. «Мать и мачеха») — російський радянський художній фільм кіностудії «Ленфільм» 1964 року.

## Зміст
Коли молода жінка Катя народила доньку, то чоловіки перестали за нею упадати. Вона захотіла для себе кращої долі і віддала дитину у дитячий будинок. Через роки Катя повернулася в рідне село. Нюрочку удочерила Парасковія, дуже добра і мила жінка. Тепер Катя намагається стати частиною життя доньки.

## Ролі
- Любов Соколова — Парасковія Павлівна Лихачова (названа мати)
- Ніна Ургант — Катерина Овчаренко (мати)
- Микола Гриценко — Федір Антонович Журбенко (голова колгоспу)
- Євген Матвєєв — Микола Васильович Кругляков (заст. Журбенка з передовими поглядами)
- Анатолій Папанов — Філіп Смальков (Філька)
- Галя Миронова — Нюра (дочка)
- Олена Клюєва — Марія Феоктістовна Д'яченко (знатна колгоспниця)
- Євген Перов — Овсій Карпович (розжалуваний бригадир)
- Надія Федосова — Єфросинія Смалькова (Смалючиха - мати Фільки)
- Лілія Гурова — Поліна Смалькова (сестра Фільки)
- Олександр Афанасьєв — Семен Варенцов (бригадир шабашників)
- Ірина Буніна — агроном
- Олексій Смирнов — зав. скотомогильником
- Володимир Лебыдєв — приятель зав.скотомогильником
- Віра Ліпсток — член бригади Парасковія (тяпочниця)
- Павло Первуші — станичник
- Майя Блинова — офіціантка
- Валентина Пугачова — Ліда (офіціантка - родичка Фільки)
- Сергій Яковлєв — приятель Фільки (спекулянт)
- Борис Льоскін — приятель Фільки
- С. Євстіфієва — епізод
- Н. Качановська — епізод
- Альберт Громов — дільничний

## Знімальна група
- Сценарій - Георгій Радов
- Режисер-постановник - Леонід Пчолкін
- Головний оператор - Ернст Яковлєв
- Художник - Микола Суворов
- Композитор - Веніамін Баснер
- Текст пісень - Р. Казакової
- Звукооператор - І. Волкова
- Режисер - А. Шахмалієва
- Оператор - В. Ковзель
- Костюми - В. Кулішовой
- Грим - Н. Веселова
- Декорації - Є. Якуби
- Асистенти: 
  - Режисера - Б. Манілова
  - Оператора - А. Ярошевський
- Монтаж - М. Бернацькой
- Редактор - І. Тарсанова
- Оркестр Ленінградського радіо. Диригент - А. Владимирцов
- Директор фільму - В. Беспрозванний

## Відео
На початку 2000-х років фільм випущений на відеокасеті студією «Ленфільм Відео».